# 第60回ヴェネツィア国際映画祭
第60回ヴェネツィア国際映画祭は、2003年8月27日から9月6日まで開催された。

## 上映作品

### コンペティション部門
アルファベット順。邦題がついていない場合は原題の下に英題。
| 題名 原題                                 | 監督                                   | 製作国                           |
| ----------------------------------------- | -------------------------------------- | -------------------------------- |
| 21グラム 21 Grams                         | アレハンドロ・ゴンサレス・イニャリトゥ | アメリカ合衆国                   |
| Alila                                     | アモス・ギタイ                         | イスラエル フランス              |
| 浮気な家族 바람난 가족                    | イム・サンス                           | 韓国                             |
| 楽日 不散                                 | ツァイ・ミンリャン                     | 台湾                             |
| 夜よ、こんにちは Buongiorno, notte        | マルコ・ベロッキオ                     | イタリア                         |
| CODE46 Code 46                            | マイケル・ウィンターボトム             | イギリス                         |
| トニオの奇跡 Il miracolo                  | エドアルド・ウィンスピア               | イタリア                         |
| ジャスティス 闇の迷宮 Imagining Argentina | クリストファー・ハンプトン             | アメリカ合衆国 イギリス スペイン |
| ラミアと白い凧 Le Cerf-volant             | ランダ・シャハル・サッバーグ           | レバノン フランス                |
| Les Sentiments (Feelings)                 | ノエミ・ルヴォフスキー                 | フランス                         |
| 恋之风景 (Floating Landscape)             | キャロル・ライ                         | 香港                             |
| Pornografia (Pornography)                 | ヤン・ヤコブ・コルス                   | ポーランド フランス              |
| ラジャ Raja                               | ジャック・ドワイヨン                   | フランス                         |
| ローゼンシュトラッセ Rosenstrasse         | マルガレーテ・フォン・トロッタ         | ドイツ                           |
| Segreti di stato (Secret File)            | パオロ・ベンヴェヌーティ               | イタリア                         |
| Sjaj u ocima (Loving Glances)             | スルジャン・カラノヴィッチ             | セルビア・モンテネグロ イギリス  |
| 欲望の旅 Twentynine Palms                 | ブリュノ・デュモン                     | フランス ドイツ アメリカ合衆国   |
| 永遠の語らい Um Filme Falado              | マノエル・デ・オリヴェイラ             | ポルトガル フランス スイス       |
| 父、帰る Возвращение                      | アンドレイ・ズビャギンツェフ           | ロシア                           |
| 座頭市                                    | 北野武                                 | 日本                             |

### コンペティション外
- 『イブラヒムおじさんとコーランの花たち』：フランソワ・デュペイロン（フランス）
- 『コーヒー&シガレッツ』：ジム・ジャームッシュ（アメリカ）
- 『白いカラス』：ロバート・ベントン（アメリカ）
- 『ディボース・ショウ』：コーエン兄弟（アメリカ）
- 『ドリーマーズ』：ベルナルド・ベルトルッチ（フランス/イタリア/イギリス）
- 『僕のニューヨークライフ』：ウディ・アレン（アメリカ）
- 『マッチスティック・メン』：リドリー・スコット（アメリカ）
- 『ル・ディヴォース/パリに恋して』：ジェームズ・アイヴォリー（フランス/アメリカ）
- 『レジェンド・オブ・メキシコ/デスペラード』：ロバート・ロドリゲス（アメリカ）

特別上映
- 『フィール・ライク・ゴーイング・ホーム』：マーティン・スコセッシ（アメリカ）
- 『ゴッドファーザー&サン』：マーク・レヴィン（アメリカ）
- 『レッド、ホワイト&ブルース』：マイク・フィギス（アメリカ）
- 『ロード・トゥ・メンフィス』：リチャード・ピアース（アメリカ）

### コントロ・コレンテ部門
審査委員も違う。
- 『アンテナ』：熊切和嘉（日本）
- 『ウォッカ・レモン』：ヒネル・サレーム（イラク）
- 『カーサ・エスペランサ～赤ちゃんたちの家～』：ジョン・セイルズ（イギリス/スペイン）
- 『カリオストロの帰還』：ダニエーレ・チプリ、フランコ・マレスコ（イタリア）
- 『地球で最後のふたり』：ペンエーグ・ラッタナルアーン（タイ/日本）
- 『ロスト・イン・トランスレーション』：ソフィア・コッポラ（アメリカ）
- 『Abar Arannye (In the Forest... Again)』：ゴータム・ゴース（インド）
- 『Abjad』：アボルファズル・ジャリリ（フランス/イラン/イタリア）
- 『Çamur (Mud)』：デルヴィシュ・ザイム（イタリア/トルコ/キプロス）
- 『Chang hup the gi tril nung (Travelers and Magicians)』：Khientse Norbu（オーストラリア/ブータン）
- 『ラース・フォン・トリアーの5つの挑戦』：ラース・フォン・トリアー、ヨルゲン・レス（ベルギー/デンマーク/フランス/スイス）
- 『La quimera de los heroes (The Chimera of Heroes)』：ダニエル・ローゼンフェルド（アルゼンチン）
- 『Le Soleil assassiné 』(The Assassinated Sun)』：Abdelkrim Bahloul（フランス）
- 『Liberi (Break Free)』：Gianluca Maria Tavarelli（イタリア）
- 『Pitons (The Python)』：Laila Pakalnina（ラトヴィア）
- 『Schultze Get the Blues』：マイケル・ショア（ドイツ）
- 『Une place parmi les vivants』：ラウル・ルイス（フランス）

## 審査員

### コンペティション部門
- マリオ・モニチェリ（ イタリア/監督）審査員長
- ステファノ・アコルシ（ イタリア/俳優）
- ミヒャエル・バルハウス（ ドイツ/撮影監督）
- アン・ホイ（ 香港/監督）
- ピエール・ジョリヴェ（ フランス/監督・脚本家）
- モンティ・モンゴメリー（ アメリカ合衆国/プロデューサー）
- アスンプタ・セルナ（ スペイン/女優）

## 受賞結果

### コンペティション部門
- 金獅子賞：『父、帰る』（アンドレイ・ズビャギンツェフ）
- 銀獅子賞：北野武（『座頭市』）
- 審査員特別大賞：『ラミアと白い凧』（ランダ・シャハル・サッバーグ）
- 男優賞：ショーン・ペン（『21グラム』）
- 女優賞：カーチャ・リーマン（『ローゼンシュトラッセ』）
- マルチェロ・マストロヤンニ賞：マルコ・ルイージ、トンマーゾ・ラメンギ（『Lavorare con lentezza』）
- 脚本賞：マルコ・ベロッキオ （『夜よ、こんにちは』）
- ルイジ・デ・ラウレンティス賞：『父、帰る』（アンドレイ・ズビャギンツェフ）

### コントロ・コレンテ部門
- サン・マルコ賞：『ウォッカ・レモン』（ヒネル・サレーム）
- 監督賞：マイケル・ショア（『Schultze Get the Blues』）
- 特別表彰：『La quimera de los héroes』：ダニエル・ローゼンフェルド
- 男優賞：浅野忠信 （『地球で最後のふたり』）
- 女優賞：スカーレット・ヨハンソン （『ロスト・イン・トランスレーション』）